# Tipula (Schummelia) hermannia
Tipula (Schummelia) hermannia is een tweevleugelige uit de familie langpootmuggen (Tipulidae). De soort komt voor in het Nearctisch gebied.